# Matthias Heimer
Matthias Heimer (* 1957 in Wuppertal) ist ein deutscher evangelischer Militärgeistlicher und Sicherheitspolitiker. Als Militärgeneraldekan war er bis 2023 Leiter des Evangelischen Kirchenamtes für die Bundeswehr.

## Leben
Geboren in Wuppertal wuchs Heimer in Athen, der Hauptstadt Griechenlands, auf. Er studierte evangelische Theologie an den Universitäten Wuppertal und Bonn. Von 1984 bis 1986 war er Vikar und Pastor im Hilfsdienst. Von 1987 bis 1998 war er Gemeindepfarrer in Nächstebreck, einem Stadtteil von Wuppertal.
1998 wechselte Heimer aus dem Kirchendienst in den Bundesdienst und diente seitdem als evangelischer Militärgeistlicher. Zunächst war er von 1998 bis 2003 Standortpfarrer beim Evangelischen Militärpfarramt in Bonn. In dieser Zeit war er bereits von 2002 bis 2003 persönlicher Referent des evangelischen Militärbischofs. 2003 wurde er als Leitender Militärdekan Leiter des Evangelischen Militärdekanats in Düsseldorf und damit Bundesbeamter auf Lebenszeit.
2005 kam Heimer in das Evangelische Kirchenamt für die Bundeswehr. Hier war er zunächst als Referatsleiter tätig; 2009/2010 führte er das Amt in Vertretung des Militärgeneraldekans Peter Brandt.
Im August 2010 wurde Heimer durch das Bundesministerium der Verteidigung zum Leiter des Evangelischen Kirchenamtes für die Bundeswehr mit der Amtsbezeichnung Militärgeneraldekan ernannt. Als Militärgeneraldekan leitete er seitdem die Durchführung der Evangelischen Militärseelsorge in Deutschland und war der Disziplinarvorgesetzte aller evangelischen Militärgeistlichen. 
Heimer ist Mitglied des Beirats der gleichfalls dem Bundesministerium der Verteidigung nachgeordneten Bundesakademie für Sicherheitspolitik und leistet dort einen wichtigen Beitrag zur Vermittlung der langfristigen sicherheitspolitischen Ziele Deutschlands und zur Vernetzung von Kirche und Staat. Heimer war ferner „ständiger Gast“ im Beirat für Fragen der Inneren Führung des Zentrums Innere Führung der Bundeswehr. Der Beirat berät den Bundesminister der Verteidigung in Fragen der Inneren Führung durch Stellungnahmen zu grundsätzlichen Themen und zu aktuellen Einzelfragen.